# پایان خوش من (مجموعه تلویزیونی)
پایان خوش من (انگلیسی: My Happy Ending; کره‌ای: 나의 해피엔드) یک مجموعه تلویزیونی محصول کره جنوبی در سال ۲۰۲۳ با بازی جانگ نا را، سون هو جون، سو یی هیون، لی کی تک، کیم هونگ پا و پارک هو سان است. این مجموعه از ۳۰ دسامبر ۲۰۲۳ تا ۲۵ فوریه ۲۰۲۴، روزهای شنبه و یکشنبه ساعت ۲۱:۱۰ (کی‌اس‌تی) از تی‌وی چوسان برای ۱۶ قسمت پخش شد. این مجموعه همچنین در تی‌وی‌ان در کشورهای منتخب جنوب شرقی آسیا پخش شد، و برای استریم در ویو در کره جنوبی، و در ویکی و ویو در مناطق منتخب قابل دسترسی است.

## بازیگران

### اصلی
- جانگ نا را در نقش سو جه وون[۱]
- سون هو جون در نقش هو سون یونگ[۱]
- سو یی هیون در نقش کوان یون جین[۱۲]
- لی کی تک در نقش یون ته اوه / ته‌او هریس[۲][۴]
- کیم هونگ پا در نقش سو چانگ سوک[۱۳]
- پارک هو سان در نقش نام ته جو[۱۳]